# جبر الموترات
جَبْر المُوَتِّرَات (بالإنجليزية: tensor algebra)‏ أحد فروع الرياضيات التي تهتم بمعالج الكميات الرياضية والفيزيائية عديدة المركبات، وتعتمد على التفريق في التعامل بين الكميات بعضها وبعض تبعا للقانون الرياضي الذي تتبعه عند تحويلها من نظام إلى آخر transformation
وتلك الكميات ثلاثة أنواع:
- الأول تتبع قانون تحويل التفاضلة وتسمى كميات متصاحبة التغاير covariant {\displaystyle Aj}
- والثاني تتبع كمياته قانون تحويل تفاضل الدالة القياسية وتسمى كميات لاتغيرية contravariant {\displaystyle Ai}
- والثالث كميات مختلطة من النوعين السابقين mixed {\displaystyle Aij}

في الرياضيات، جبر الموترات لفضاء إتجاهي V، يرمز إليه ب T(V) أو T•(V)، هو جبر الموترات على V (من أي رتبة) وتكون نتيجة عملية الضرب هي عامل ضرب الموتر.
وجبر الموترات أيضا له هيكلي جبر مرافق coalgebra structures، واحد بسيط لا يجعل منه ثنائي الجبرية bialgebra، وواحد أكثر تعقيدا ينتج ثنائي الجبرية، ويمكن تمديدها مع نقيض إلى بنية جبر هوبف.

## البناء
لتكن V هي فضاء إتجاهي عبر حقل K. عن أي عدد صحيح غير سالب k، نحدد جبر موترات من درجة kth لV لتكون جداء الموتر لV مع نفسه k مرات:
{\displaystyle T^{k}V=V^{\otimes k}=V\otimes V\otimes \cdots \otimes V.}
وهذا هو، TkV تتألف من جميع الموترات في V من رتبة k. اتفاقاً T0V هو حقل الأرض K (كفضاء إتجاهي ذو بعد واحد على نفسه).
ثم ننشئ T(V) كجمع مباشر ل TkV ل k = 0,1,2,…
{\displaystyle T(V)=\bigoplus _{k=0}^{\infty }T^{k}V=K\oplus V\oplus (V\otimes V)\oplus (V\otimes V\otimes V)\oplus \cdots .}
الضرب في T(V) يتم تحديدها من قبل التشاكل:
{\displaystyle T^{k}V\otimes T^{\ell }V\to T^{k+\ell }V}
التي قدمها جداء الموتر، الذي تم تمديده بعد ذلك خطياً إلى كل T(V). قاعدة الضرب هذه تعني أن جبر الموترات T(V) هو بطبيعة الحال جبر متدرج مع TkV العامل بوصفه  فضاء جزئي من درجة k. وهذا التدرج يمكن مده إلى تدرج Z بإلحاق الفضاءات الجزئية {\displaystyle T^{k}V=\{0\}} لأعداد صحيحة سالبة 'k.

### مواضيع ذات علاقة
- الموتر.